# 華彈南華宮
華彈南華宮位於四川省涼山彝族自治州寧南縣，文物遺址年代判定為清代。2007年6月1日公佈為四川省第七批文物保護單位。